# Первоцвет приятный
Первоцвет приятный, или примула приятная, или первоцвет прелестный (лат. Primula amoena) — многолетнее травянистое растение, вид рода Первоцвет (Primula) семейства Первоцветные (Primulaceae). Эндемик Центрального Кавказа. Занесён в Красную книгу Республики Армения. Во Флоре СССР описан под синонимом первоцвет Кузнецова (Primula kusnetzovii Fed.), под этим названием объединены все ранее описанные разновидности P. amonea, выделяющиеся лопастно-зубчатыми войлочными снизу лопастями.

## Описание
Многолетнее травянистое растение; в период цветения может достигать высоты 10—30 см.
Корневище короткое, снабжено многочисленными тёмно-бурыми корнями.
Листья собраны в прикорневые розетки, сверху голые, снизу опушенные, с яйцевидным или продолговатым клиновидным основанием, постепенно сужающимся в крылатый черешок.
Цветки ярко-фиолетовые, собраны в зонтиковидное соцветие из 2—7 цветков на вершине цветочной стрелки, которая в 2—3 раза превышает длину листьев. Венчик 2,5 см диаметром, светло-фиолетово-голубой или лавандово-синий, реже пурпурный, с жёлтым глазком, изредка белый, отгиб плоский до мелковоронковидного, лопасти отгиба обратнояйцевидные, глубоковыемчатые.
Плод — цилиндрическая коробочка, которая несколько выставляется из чашечки или равна ей.

## Распределение
Произрастает на Большом Кавказе, в Западной, Северо-Восточной Турции, Закавказье. Иногда отмечается также из северного Ирана. В Армении встречается в флористических районах Лори (вокруг сёл Привольное и Гаргар), Иджевана (пик Лалвар, горные хребты Мрхуз и Памбак) и Зангезура (государственный заповедник «Шикаох»).

## Места обитания
Произрастает в субальпийском и альпийском поясах, на высоте 1900—3200(3300) м над уровнем моря, на лугах. Растёт на альпийских лужайках, скалах и осыпях, часто у тающих снегов.

## Охранный статус
Это уязвимый вид, площадь распространения которого составляет менее 20 000 км², площадь обитания — менее 2 000 км². Внесён как редкий вид в первое издание Красной книги Армении. Не включён в приложения СИТЕС и Бернской конвенции. Одна из популяций сохранилась на территории государственного заповедника «Шикахох».

## Экология
Цветет в мае, плодоносит в июне. Морозостоек до −29 °C.

## Синонимы
Согласно данным GBIF на февраль 2024 года в синонимику вида Primula amoena M.Bieb. входят следующие синонимы:
- = Primula altaica Pax
- = Primula amoena var. grandiflora Kusn.
- = Primula amoena var. hypoleuca Kusn.
- = Primula amoena var. intermedia Kusn.
- = Primula amoena var. kasbek Kusn.
- = Primula amoena var. meyeri Kusnetzov
- = Primula amoena var. minuta Kusn.
- = Primula amoena var. sublobata Kusn.
- ≡ Primula elatior subsp. amoena (M.Bieb.) Greuter & Burdet
- ≡ Primula elatior var. amoena (M.Bieb.) Duby
- = Primula kusnetzovii Fed. — Первоцвет Кузнецова[9]
- = Primula mnischeikii Pax

## Использование
Декоративное садовое растение. В культуре с 1833 года. Прекрасное и часто выращиваемое растение, относительно нетребовательно в культуре, можно размножать посевом семян, делением и черенками. Включено в озеленительный ассортимент Мурманской области в 1988 году.